# Emile Benassit
Emile Benassit (* 20. Dezember 1833 in Bordeaux; † 7. oder 9. August 1902 in Jouarre, Département Seine-et-Marne) war ein französischer Maler, Radierer, Lithograph, Graphiker und Karikaturist.
In seiner Jugend verbrachte er mehrere Jahre in London. Zwischen 1870 und 1889 war er mehrmals am Pariser Salon beteiligt, u. a. mit Cosaque (1870), Le commandeur (1887) und Retour des avant-garde (1889). Als Karikaturist und Illustrator war er für verschiedene Zeitschriften und Zeitungen tätig, darunter Le Figaro, La Lune und l’Événdement.